# Dorota Skřivanová
Dorota Skřivanová (* 26. November 1998 in Jihlava) ist eine tschechische Leichtathletin, die sich auf den Siebenkampf spezialisiert hat.

## Sportliche Laufbahn
Erste Erfahrungen bei internationalen Meisterschaften sammelte Dorota Skřivanová im Jahr 2022, als sie sich im Fünfkampf für die Hallenweltmeisterschaften in Belgrad qualifizierte und dort mit 4566 Punkten den fünften Platz belegte.
2021 wurde Skřivanová tschechische Meisterin im Siebenkampf und 2022 wurde sie Hallenmeisterin im Fünfkampf.

## Persönliche Bestleistungen
- Siebenkampf: 5773 Punkte, 6. Juni 2021 in Třebíč
  - Fünfkampf (Halle): 4566 Punkte, 18. März 2022 in Belgrad